# 通布利嶺 (緬因州)
通布利嶺（英語：Twomnbly Ridge）是位於美國緬因州佩諾布斯科特縣的一個未組織地區。

## 地方資料
通布利嶺的面積為116.80平方千米，當中陸地面積為113.70平方千米，而水域面積為3.10平方千米。根據2020年美國人口普查的數據，當地共有人口0人，而人口密度為每平方千米0人。